# A Yorkshire Tragedy

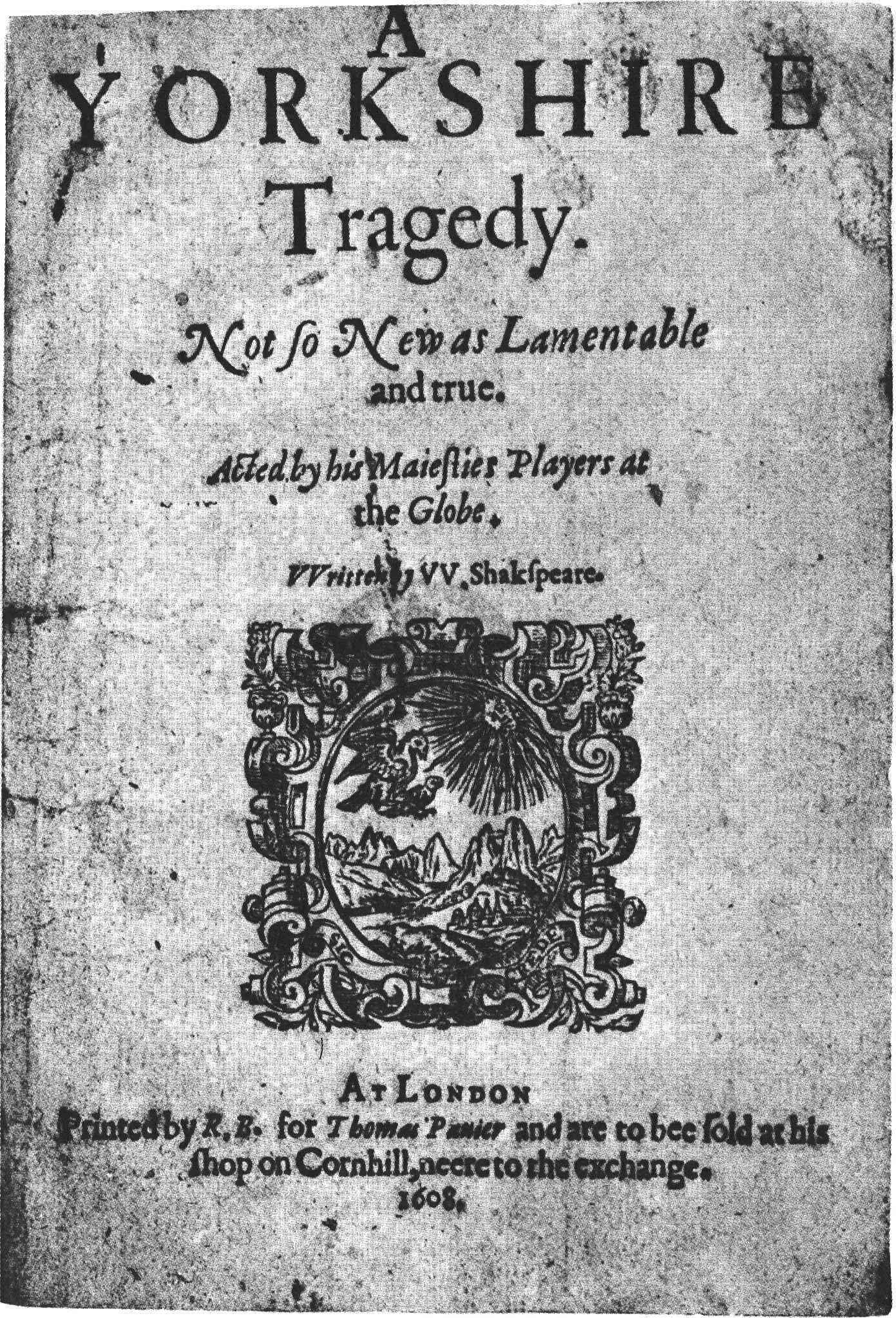
Strona wydania z 1608 roku; jako autor podany jest Szekspir

A Yorkshire Tragedy – dramat po raz pierwszy opublikowany w 1608 roku. Aż do momentu, kiedy nie został zamieszczony w Pierwszym Folio przyjmowano, że jej autorem jest William Szekspir (można go jednak znaleźć w Fałszywym Folio). Analizy ekspertów także nie potwierdzają teorii o autorstwie Szekspira - bardziej prawdopodobne jest autorstwo Thomasa Middletona.
A Yorkshire Tragedy można było obejrzeć w Globe Theatre, została także zarejestrowana w rejestrze Stationers' Company (Stationers' Register) pod nazwiskiem „Wylliam Shakespere”.
Opowieść przedstawia w dramatyczny sposób skandal z 1605 roku, dotyczący zabójstwa dwojga dzieci przez Waltera Calverleya oraz jego nieudaną próbę zamordowania żony, opierając się na pamflecie wydanym w tamtym czasie.